# 杜潛

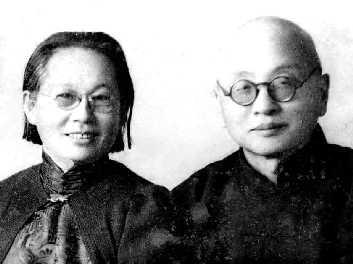
杜潛（右）與夫人程竟（左）

杜潜（1887年—1952年），字扶东，河南封丘人，中国民主革命家，中华民国政治人物。

## 生平
杜潜早年留学日本东京法政大学，1906年加入中国同盟会，并主持中国同盟会河南支部的工作，同宋教仁、胡汉民以及同学曾可楼等人创办《民报》。1908年，他归国建立了中国同盟会河南分会。1909年，他回到日本。
1911年，他归国发动反清起义失败，后到上海参与革命党武装。1912年南京临时政府成立后，他被孙中山任命为秘书长，旋任山东都督，继续进攻清军。后来他当选北京临时参议院议员，并在河南选区当选民元国会参议院参议员。1917年，他参加护法运动。
1929年，他代管河南赈务，1930年，在河南水灾期间，他筹款并建立灾童教养院、收养院，开粥场，组织医疗队，并呼吁政府赈济灾民。 
1935年黄河决口，他设妇孺救济会并筹款。
1937年抗日战争爆发后，日军沿平汉铁路南侵，杜潜帮助焦作煤矿工程师将采矿机运到了四川，和重庆天府煤矿实行合营，以中福煤矿公司的名义支持抗日。
1949年中华人民共和国成立后，杜潜留在上海。1952年，杜潜病逝。